# Parlament Arabski
Parlament Arabski (arab. البرلمان العربي, ang. Arab Parliament) – zgromadzenie parlamentarzystów państw Ligi Arabskiej. Ma na celu reprezentować wolę obywateli w organizacji. Nie dysponuje realną władzą.
Działalność rozpoczęła się 27 grudnia 2005 roku. Sesje odbywają się w Kairze w Egipcie, dwukrotnie w ciągu roku. Delegatów jest 88, po czterech z każdego kraju członkowskiego. Wybierają spośród siebie marszałka na 3-letnią kadencję. Obecnie funkcję tę sprawuje, pochodzący z Bahrajnu, Adil al-Asumi.